# 岩崎夏海
岩崎夏海（日语：岩崎 夏海，1968年7月22日—）是日本的男性放送作家、小説家，并以十全文博的名义担当漫画原著。株式会社吉田正樹事務所所屬。

## 人物
生於東京都新宿区，日野市出身。茗溪学園中学校・高等学校，東京藝術大学美術学部建築科畢業。
2009年12月，為作家首篇作品『如果高校棒球女子經理讀了彼得·杜拉克』發表銷售百萬記錄。2011年4月由NHK綜合動畫版播放，同年6月由AKB48的前田敦子主演電影版公開。

## 作品
- 如果高校棒球女子經理讀了彼得·杜拉克（DIAMOND社、2009年12月4日）
- 只有甲子園不是高中棒球（監修、廣済堂あかつき、2010年7月17日）
- エースの系譜（講談社、2011年3月17日）1998年著作的、沒有被出版社看見被遺棄。本人說是處女作。（NHK-FM的電台節目的發言、2011/4/10的節目）
- 超次元ゲイム ネプテューヌmk2（コンパイルハート、2011年8月18日 劇本）
- 妹妹的辩证法 (原著[1]、集英社 2012年6月19日)

## 電視出演
- スタジオパークからこんにちは（2011年3月2日、NHK綜合）
- 雑学王3小時特別節目（2011年3月24日、朝日電視台）

## 論文
- 国立情報学研究所收錄論文 （页面存档备份，存于）（国立情報学研究所）

## 相關項目
- 秋元康
- 彼得·杜拉克

## 外部連結
- ハックルベリーに会いに行く （页面存档备份，存于） - 本人部落格
- 岩崎夏海公式web網站 - 公式網站
- 吉田正樹事務所網站 - 公式簡介